# Tomasz Gruszczyński
Tomasz Gruszczyński noto anche come Thomas Gruszczyński (Wałbrzych, 4 dicembre 1980) è un ex calciatore polacco, di ruolo attaccante.

## Caratteristiche tecniche
È un attaccante centrale.

## Carriera

### F91 Dudelange
Durante la sua carriera ha partecipato a 21 partite internazionali (16 di Champions League, 5 di Coppa UEFA/Europa League) realizzando 4 reti (3 in Champions ed 1 in Europa League).
Il 28 marzo 2010 nella partita contro lo Jeunesse d'Esch firma una tripletta (4-0).
Il 21 novembre 2010 nella giornata contro il Wiltz, l'attaccante polacco apre e chiude le marcature dell'incontro siglando una cinquina nel 15-0.

## Palmarès
- Campionato lussemburghese: 7

F91 Dudelange: 2004-2005, 2005-2006, 2006-2007, 2007-2008, 2008-2009, 2010-2011, 2011-2012
- Coppa del Lussemburgo: 4

F91 Dudelange: 2003-2004, 2005-2006, 2006-2007, 2008-2009